# Al-Aradż
Al-Aradż (arab. الأعرج al-Araj), Beit Habek (hebr. בית הבק) – beduińska osada położona na wybrzeżu Jeziora Tyberiadzkiego w Dystrykcie Północnym w Izraelu. Od 1987 na terenie osady prowadzone były przez archeologów wstępne prace badawcze. Od 2016 funkcjonuje tam regularne stanowisko archeologiczne. Archeolodzy odkryli już tam główne fortyfikacje z IX wieku p.n.e., fragmenty zabudowań rzymskiej wioski, elementy sprzętu rybackiego (żelazne kotwice i haczyki), monety, ceramikę, naczynia kamienne, fragmenty dachówek i wapienia z chrześcijańskim symbolem. Te elementy stanowią dla naukowców podstawę do identyfikowania tego miejsca jako biblijnej Betsaidy. W 2018 roku archeolodzy odkryli ślady istnienia ruin kościoła chrześcijańskiego. Odkryte zostały wówczas fragmenty marmurowych bloków, które najprawdopodobniej oddzielały prezbiterium kościoła od pozostałej części. Naukowcy oceniają, że są to pozostałości kościoła Apostołów, o którym wspominali średniowieczni podróżnicy. Badacze wskazują, że odkrycie ruin chrześcijańskiego kościoła stanowi znaczne wzmocnienie tezy, że Al-Aradż może być identyfikowane z lokalizacją biblijnej Betsaidy.